# Moscardia renitens
Moscardia renitens är en fjärilsart som beskrevs av Edward Meyrick 1922. Moscardia renitens ingår i släktet Moscardia och familjen äkta malar. Inga underarter finns listade i Catalogue of Life.